# セキトリハナガイ
セキトリハナガイ (Lirophora latilirata)は、マルスダレガイ科に属する二枚貝で、アメリカ大陸東沿岸に生息する。 

## 外観
貝殻は殻高約4cm以下で厚みがあり、ふくらむ。表面にはとても太い輪肋が殻頂に向かって巻かれるように7重ほどめぐらされる。表面は象牙色地に3条の褐色の放射線や斑点が認められることが多い。内面は前後に閉殻筋痕があり、套線の湾入は深くない。復縁にはとても細かいギザギザがある。蝶番部の主歯は3歯。
本種の外観はアツハナガイLirophora paphiaと似ていて、海洋生物種の世界登録簿では学名Lirophora latilirataは化石種にあてられている。分子系統解析によるLirophora属の分岐図を下に示した。

## 分布
米国東岸ノースカロライナ州のハッテラス岬からブラジルにかけての水深20-50mの砂底に生息する。なお本種に近いアツハナガイLirophora paphiaはフロリダ以南に分布する。

## 化石
米国東岸メリーランド州のカルバート層から中新世の化石が見つかっている。

## 人との関係
ホタテガイ漁のトロール網にかかることが多い。旧属名のChione（キオネー）は雪の女王の意味。